# Rappahannock River
Rappahannock River – rzeka we wschodniej części stanu Wirginia w Stanach Zjednoczonych. Swoje źródło ma w pobliżu przełęczy Chester w Paśmie Błękitnym, po czym płynie w kierunku południowo-wschodnim. Poniżej Fredericksburga przechodzi w estuarium o długości 80 km a następnie uchodzi do zatoki Chesapeake. Dorzecze Rappahannock River ma powierzchnię 7405 km², a średni roczny przepływ w pobliżu Fredericksburga wynosi 46 m³.
Rzeka ma istotne znaczenie historyczne i kulturowe. W pobliżu jej ujścia powstały wczesne osady kolonijne w Wirginii. Była także miejscem licznych działań wojennych podczas wojny secesyjnej.